# Homenaje a Federico García Lorca
Hommage à Federico García Lorca

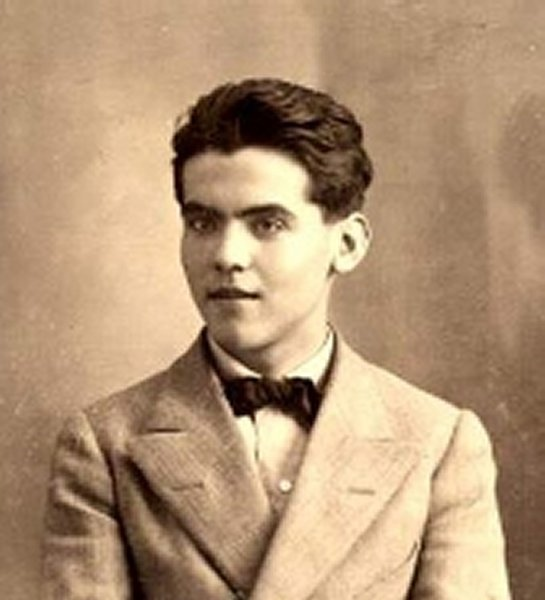
Federico García Lorca.

Homenaje a Federico García Lorca (en français : Hommage à Federico García Lorca) est une œuvre pour orchestre de chambre de Silvestre Revueltas.

## Historique
Le monde culturel international a été profondément affecté par l'assassinat de Federico García Lorca en 1936. Certaines sources avancent que Revueltas avait déjà composé le premier et le dernier mouvement avant ce  tragique événement. Il a composé le mouvement lent durant son séjour en Espagne pendant la Guerre civile d'Espagne et a donné à l'œuvre le titre actuel. La composition a été lente et laborieuse car il a écrit le second mouvement au milieu des troubles de la guerre. Revueltas était un grand admirateur de Lorca et aimait réciter ses poèmes. Plusieurs de ses compositions sont inspirées par des poèmes de Lorca comme les 5 canciones profanas.

## Création
Le compositeur a voulu rendre hommage au poète espagnol tué par les franquistes le 19 août 1936. L’Homenaje a Federico García Lorca est créé le 14 novembre 1936 au Palais des beaux-arts de Mexico.

## Mouvements
L'œuvre comprend trois mouvements:
1. Baile - Lento (quasi recitativo) - Allegro ( = 200)
2. Duelo ( = 96)
3. Son ( = 104–112)

Durée de l'interprétation : environ 12 minutes

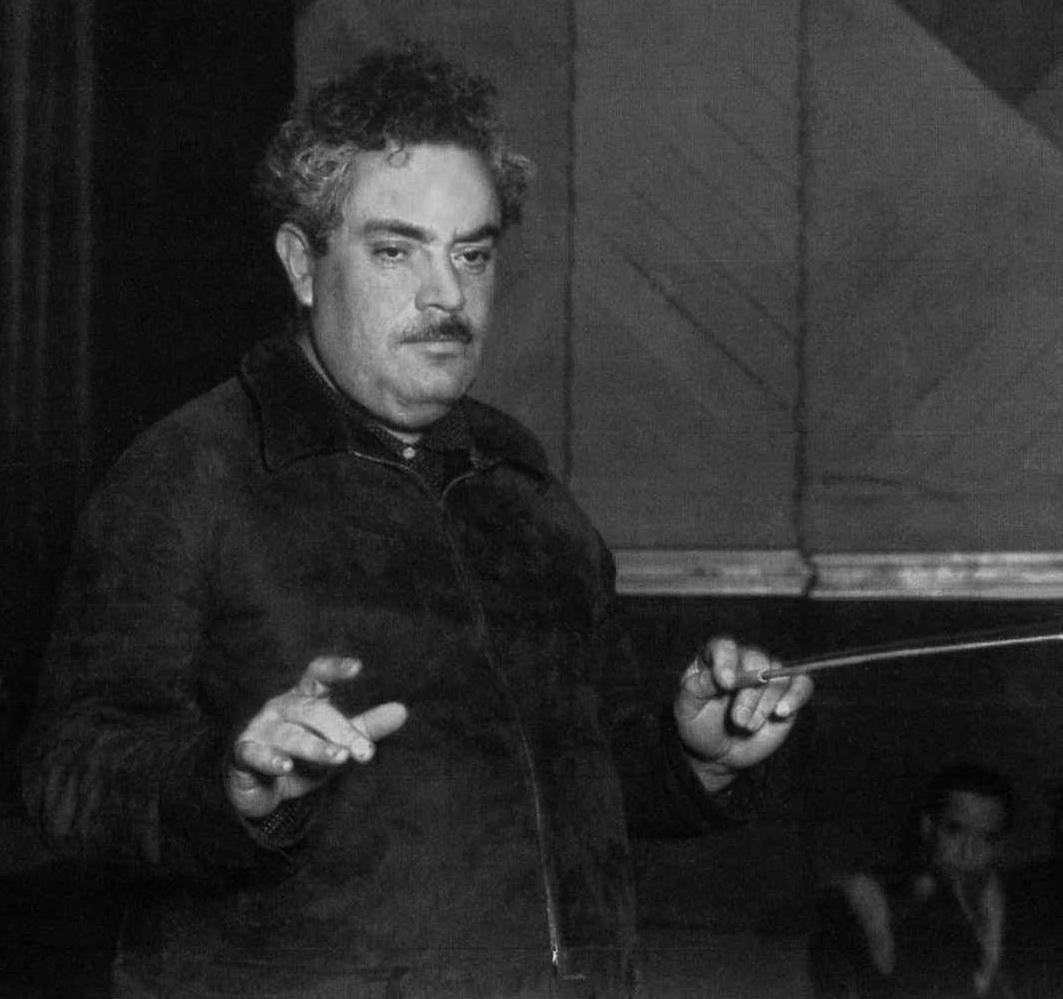
Silvestre Revueltas.

## Instrumentation
L'œuvre est écrite pour un orchestre de chambre formé par : un piccolo, une clarinette en mi , deux trompettes, un trombone, un tuba, un tam-tam, un xylophone, un piano, deux violons et une contrebasse.